# Belgütej
Belgütej - książę mongolski przyrodni brat Czyngis-chana.

## Życiorys
Był synem Jesügeja Baatura i jego nieznanej z imienia drugorzędnej żony, bądź nałożnicy. Jego rodzonym bratem był Bekter zabity przez Temudżina i Kasara w dzieciństwie. Po tym zabójstwie Belgütej, dotychczas skłócony z braćmi godzi się z Temudżinem i wspiera go w początkach jego działalności politycznej. Razem z nim jedzie po jego żonę Borte. Razem zawierają też sojusz z chanem Kereitów - To'oriłem a następnie zwracają się do niego o pomoc po porwaniu Borte przez Merkitów. Wraz z Borte została porwana matka Belgüteja, która już się nie odnalazła. Gdy po bitwie pod Dałan Bałdżit do armii Czyngis-chana przyłączyły się nowe rody, m.in. ród Dżurkin,urządzono ucztę na której Belgütej miał pilnować porządku. Wdał się wówczas w bójkę z Bürim Siłaczem, która przerodziła się w ogólną bitwę z rodem Dżurkin. Po walce obie strony doszły do porozumienia lecz później, prawdopodobnie w 1183, roku Czyngis-chan wybił ród Dżurkin i jako jeden z powodów wymienił rozcięcie ramienia Belgütejowi. Na polecenie Czyngis-chana, Belgütej jeszcze raz zmierzył się w walce wręcz z Bürim Siłaczem i złamał mu kręgosłup. Wedle Tajnej Historii Mongołów Büri przed śmiercią miał sugerować, że przegrał specjalnie z obawy przez chanem. W 1202 roku po bitwie pod Dałan Nemürges Belgütej zdradził jeńcom tatarskim postanowienie Czyngis-chana o ich egzekucji, w wyniku czego jeńcy zbuntowali się. Przy pacyfikacji tego buntu Mongołowie ponieśli znaczne straty, a Belgütej został za karę wykluczony z posiedzeń Wielkiej Rady. Miał jednocześnie odpowiadać za utrzymanie porządku w obozie i rozsądzanie spraw kradzieży i oszustw. W 1204 był wśród zwolenników wojny z Najmanami. W czasie Wielkiego kurułtaju w 1206 roku, w ramach podziału ludu między członków rodziny chana otrzymał 1500 ludzi.